# Shenyang J-16
Shenyang J-16 (chinesisch 殲-16 / 歼-16, Pinyin Jiān-Yīliù, Codename 潛龍 / 潜龙,  Qiánlóng – „verborgener Drache“) ist ein zweisitziges chinesisches Mehrzweckkampfflugzeug und wurde vom Hersteller Shenyang Aircraft Corporation aus zwei Flugzeugtypen entwickelt: der Shenyang J-11BS und der von China verwendeten Suchoi Su-30. Es verfügt über eine größere Reichweite und verbesserte Avionik. Wie bei der trägergestützten Shenyang J-15 wurden bei der J-16 hochmoderne Systeme eingeführt, unter anderem Verbundwerkstoffe, AESA-Radar, radarabsorbierende Materialien, Raketenwarngerät, WS-10-Mantelstromtriebwerke und verbesserte elektronische Gegenmaßnahmen.
Es handelt sich um ein Mehrzweckkampfflugzeug mit Konfiguration, Eigenschaften und Rolle ähnlich der McDonnell Douglas F-15E Strike Eagle.

## Ähnliche Flugzeuge
- Suchoi Su-34
- Suchoi Su-35S
- F-15SE
- Eurofighter Typhoon
- Dassault Rafale
- Boeing F/A-18E/F Super Hornet